# My People (Joe Zawinul)
My People è un disco del musicista Joe Zawinul, pubblicato nel 1996. I brani sono stati registrati sia in studio che dal vivo durante un periodo che va dal 1992 al 1996.

## Tracce
1. Introduction to a Mighty Theme  – 1:52 (Joe Zawinul)
2. Waraya – 4:36 (Salif Keita)
3. Bimoya – 6:35 (Joe Zawinul, Salif Keita)
4. You Want Some Tea, Grandpa?  – 3:20 (Arto Tunçboyacıyan)
5. Slivovitz Trail – 4:12 (Joe Zawinul)
6. Ochy-Bala/Pazyryk  – 2:29  (Bolot)
7. Orient Express  – 7:53 (Joe Zawinul)
8. Erdäpfee Blues (Potato Blues) – 4:53 (Joe Zawinul)
9. Mi Gente  – 6:13 (Joe Zawinul)
10. In an Island Way  - 4:48 (Joe Zawinul, Robert Thomas)
11. Many Churches  – 4:41 (Joe Zawinul)

## Formazione
- Joe Zawinul- pianoforte, tastiere, sintetizzatori
- Alejandro "Alex" Acuña- congas e percussioni
- Richard Bona - basso, voce
- Matthew Garrison - basso
- Arto Tuncboyaciyan - percussioni, batteria, voce
- Salif Keita - voce
- Hector "Rudy" Regalado - percussioni
- Thania Sanchez -voce